# 아제르바이잔 소비에트 사회주의 공화국의 국장

아제르바이잔 소비에트 사회주의 공화국의 국장

아제르바이잔 소비에트 사회주의 공화국의 국장은 1937년에 제정되어 1992년까지 사용되었다.
국장 가운데에는 떠오르는 금색 태양의 햇살 바탕에 노란색 낫과 망치가 그려져 있다.
태양 위에는 빨간색 별이 그려져 있으며, 태양 아래에는 착암기가 그려져 있다. 국장 양쪽에는 밀 이삭과 목화가 장식되어 있으며, 빨간색 리본이 밀 이삭과 목화를 묶고 있다.
국장 바깥쪽 상단에는 "아제르바이잔 소비에트 사회주의 공화국"이라는 국명이 아제르바이잔어("Азәрбаjҹан Совет Сосиалист Республикасы", "Azərbaycan Sovet Sosyalist Respublikası")와 러시아어("Азербайджанская Советская Социалистическая Республика")로 쓰여져 있으며, 바깥쪽 하단에는 소련의 나라 표어인 "만국의 노동자여, 단결하라!"라는 문구가 쓰여져 있는데, 왼쪽에는 아제르바이잔어("Бүтүн өлкəлəрин пролетарлары, бирлəшин!", "Bütün ölkələrin proletarları, birləşin!")로, 오른쪽에는 러시아어("Пролетарии всех стран, соединяйтесь!")로 쓰여져 있다.

아제르바이잔 소비에트 사회주의 공화국의 국장 (1931년-1937년)

## 같이 보기
- 소련의 국장
- 아제르바이잔의 국장